# کیت گرنجر
کیت گرنجر (انگلیسی: Keith Granger؛ زادهٔ ۵ اکتبر ۱۹۶۸) بازیکن فوتبال اهل بریتانیا است.
از باشگاه‌هایی که در آن بازی کرده‌است می‌توان به باشگاه فوتبال دارلینگتون، باشگاه فوتبال ساوت‌همپتون، باشگاه فوتبال لیمنگتون، باشگاه فوتبال بیزینگ‌استوک تاون، باشگاه فوتبال نیوپورت (جزیره وایت)، باشگاه فوتبال مایدستون یونایتد، باشگاه فوتبال باشلی، و باشگاه فوتبال فارن‌بورو اشاره کرد.